# Бух-Гайзельдорф
Бух-Гайзельдорф (нем. Buch-Geiseldorf) — коммуна (нем. Gemeinde) в Австрии, в федеральной земле Штирия. 
Входит в состав округа Хартберг.  Население составляет 1027 человек (на 31 декабря 2005 года). Занимает площадь 14,56 км². Официальный код  —  60 702.

## Политическая ситуация
Бургомистр коммуны — Антон Хешль (АНП) по результатам выборов 2005 года.
Совет представителей коммуны (нем. Gemeinderat) состоит из 15 мест.
- АНП занимает 11 мест.
- СДПА занимает 3 места.
- АПС занимает 1 место.